# 진보와 빈곤
《진보와 빈곤: 산업 침체의 원인과 부의 증가에 따른 빈곤 증가에 관한 탐구: 치료법》(영어: Progress and Poverty: An Inquiry into the Cause of Industrial Depressions and of Increase of Want with Increase of Wealth: The Remedy)은 1879년 사회 이론가 겸 경제학자 헨리 조지가 쓴 책이다. 이 책은 경제와 기술 발전과 함께 왜 가난이 존재하는지, 경제는 왜 주기적으로 번영과 침체를 겪는지에 대한 문제를 다룬다. 조지는 역사적 분석과 추론을 통해 자연자원과 토지 소유권으로부터 경제적 임대료를 징수하는 급진적 해결책을 주장한다.
"진보와 빈곤"은 조지의 첫 번째 책으로 수백만 부가 팔려, 1800년대 후반 최고의 베스트셀러 중 하나가 되었다. 이 책은 진보주의 시대를 일으키고 지공주의로 알려진 세계적인 사회 개혁 운동을 촉발하는 데 중요한 역할을 하였다.
조지는 기술과 사회서비스의 발전이 토지의 가치를 증가시켜, 토지 소유자가 토지를 필요로 하는 사람들로부터 더 높은 임대료를 요구할 수 있게 한다는 것을 관찰했다. 토지 투기자들이 부를 만들 수 있는 것보다 빠르게 토지 가격을 높이려는 경향은 임금을 낮추고 경제 침체, 실직, 강제 집행 등으로 이어진다.
조지는 경제적 침체, 실직 및 가난을 예방하기 위해 제안된 다양한 전략을 탐구하지만 그것들이 부족하다고 판단한다. 대신, 그는 자신의 해결책을 제안한다: 토지 가치에 대한 단일 세금. 조지는 토지를 "자연이 제공하는 모든 자연 재료, 힘 및 기회"로 넓게 정의한다. 그의 주요 재정 수단은 사설 소유지로 보유된 토지의 연간 가치에 대한 토지 가치세다. 이 세금은 노동과 생산에 대한 다른 세금, 특히 공공 서비스와 같은 무한한 혜택을 제공하는데 충분히 높다고 주장한다.
"진보와 빈곤"은 출간 직후 1890년대 성경을 제외한 모든 영어 책 중 가장 많은 300만 부 이상을 팔아들였다. 1936년까지 13개 언어로 번역되었으며 최소 600만 부 이상이 팔렸다. 현재 수십 개 국어로 번역되어 있다.

## 같이 보기
- 토지개혁
- 경제사상사